# 胶木属
胶木属（学名：Palaquium）是山榄科下的一个属，为乔木植物。该属共有约115种以上，分布于印度、马来西亚，部分種可用以製樹膠。